# Stanka Zlatevová
Stanka Zlateva Christova (bulharsky Станка Златева Христова, * 1. března 1983 Krušare) je bulharská zápasnice. Dvojnásobná stříbrná olympijská medailistka, pětinásobná mistryně světa a šestinásobná mistryně Evropy.

## Sportovní kariéra
Třikrát startovala na olympijských hrách, vždy v nejtěžší váhové kategorii. Při své první účasti v roce 2004 na hrách v Paříži dvakrát prohrála ve skupině D a obsadila celkově dvanácté, tedy poslední místo. V roce 2008 na hrách v Pekingu a v roce 2012 na hrách v Londýně vybojovala stříbrnou medaili.
V roce 2006 až 2008, 2010 a 2001 vybojovala zlato, v roce 2009 bronz na mistrovství světa. V roce 2003 vybojovala čtvrté, 2001 sedmé a 2002 osmé místo.
V letech 2006 až 2010 a 2014 vybojovala zlato, v roce 2005 a 2011 bronz na mistrovství Evropy. V roce 2003 byla čtvrtá, v roce 2002 a 2004 pátá a v roce 2001 jedenáctá.